# Hans-Otto Dill

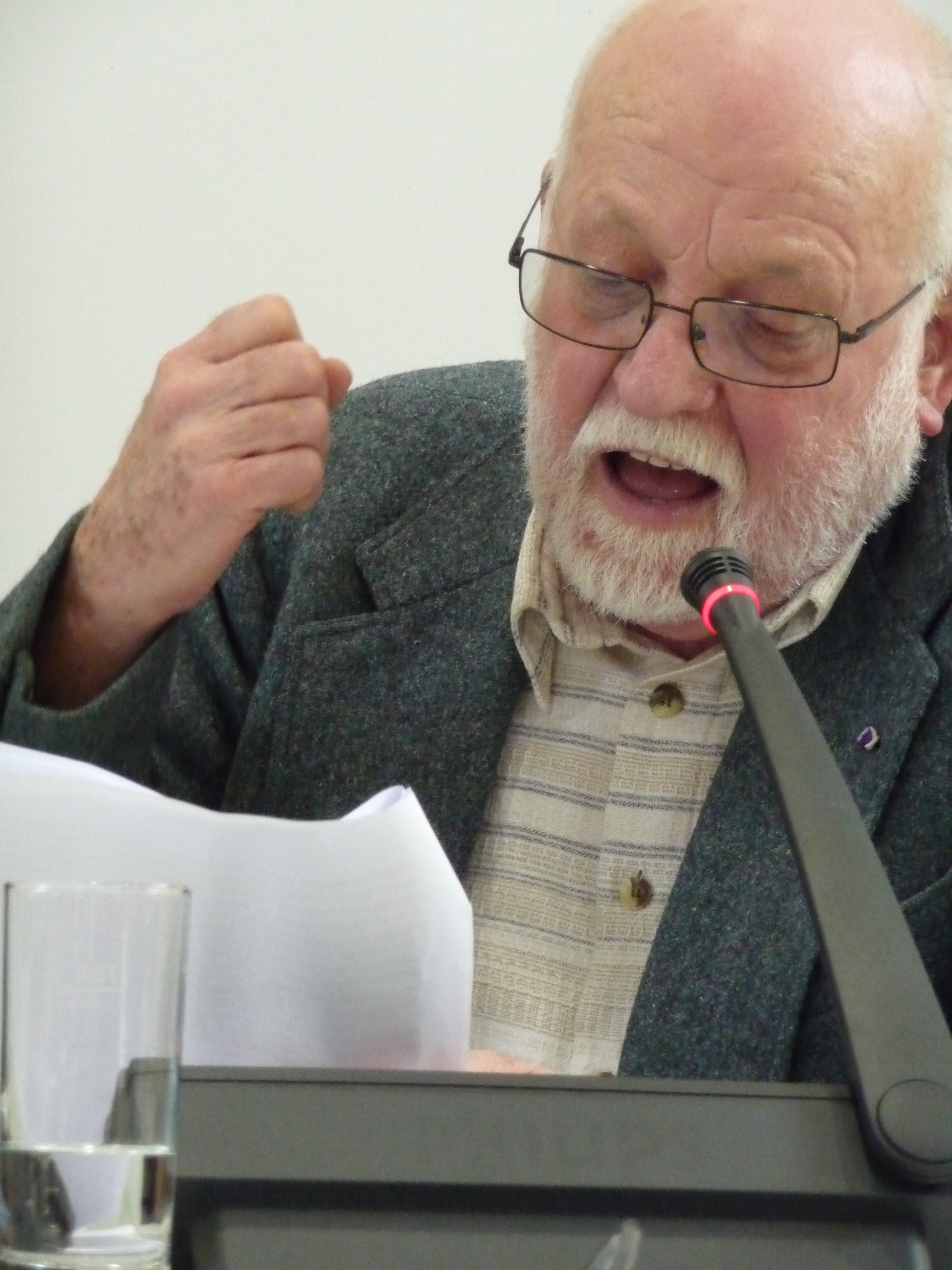
Hans-Otto Dill (2013)

Hans-Otto Dill (* 4. Juli 1935 in Berlin) ist ein deutscher Professor der Romanistik, Schriftsteller und Übersetzer.

## Leben
Dill besuchte ein Gymnasium in Anklam. Nach dem Abitur 1954 absolvierte er ein Studium der Romanistik am Romanischen Institut der Humboldt-Universität zu Berlin (HUB) in den philologischen Fächern Französisch, Italienisch und Rumänisch. Zu seinen akademischen Lehrern gehörten die Professoren Rita Schober, Victor Klemperer, Horst Heintze, Johannes Klare, Kurt Baldinger und Auguste Cornu. Im Jahr 1959 schloss er sein Studium mit dem Staatsexamen zur französischen, italienischen und rumänischen Literatur und dem Diplom zu Wechselbeziehungen zwischen deutscher und französischer klassischer Literatur ab.
Von 1959 bis 1961 arbeitete Dill als Redakteur und Übersetzer bei der Nachrichtenagentur Allgemeiner Deutscher Nachrichtendienst (ADN).
Er erlernte außer den zum Studium gehörenden Sprachen Französisch, Italienisch und Rumänisch autodidaktisch noch Spanisch und Portugiesisch.
In den Jahren 1961–1962 war er wissenschaftlicher Assistent für Literaturwissenschaft am Romanischen Institut der HUB. Im Jahr 1963 absolvierte er ein postgraduales Studium an der Universität von Havanna (zehn Monate).
Im Zeitraum 1964–1968 schloss sich eine Aspirantur am Romanischen Institut der HUB an. 1969 promovierte Dill zum Dr. phil. Die Dissertation wurde von Rita Schober betreut und behandelte die moderne kubanische Lyrik. Im Jahr 1971 erhielt er die Lehrbefähigung (facultas docendi) an der HUB.
Von 1970 bis 1974 war er als Oberassistent im Fach lateinamerikanische Literaturen und wissenschaftlicher Sekretär der Sektion Germanistik/fremdsprachliche Philologien der HUB tätig.
In den 1970er bis Mitte der 1980er Jahre gab Dill neben seiner wissenschaftlichen Laufbahn intensiv lateinamerikanische und besonders die spanischsprachige Literatur heraus. Viele dieser Werke (Roman und Lyrik) übersetzte er ins Deutsche und edierte sie mit literaturwissenschaftlichen Kommentaren.
Im Jahre 1975 wurde er zum Hochschuldozenten für kubanische Literatur an der HUB berufen; im gleichen Jahr erfolgte seine Promotion B zum Dr. sc. phil. (entspricht einer Habilitation). Diese Arbeit galt der lateinamerikanischen Literatur des 19. und 20. Jahrhunderts. Seine Berufung zum Professor mit Lehrstuhl für lateinamerikanische Literaturen an der HUB erhielt er im Jahre 1981.
In den Jahren 1988–1990 hatte Dill eine ordentliche Professur an der Georg-August-Universität Göttingen inne. Während dieser Zeit war er von der HUB beurlaubt.
Im Zeitraum 1991–1992 war er erster gewählter Geschäftsführender Direktor des Instituts für Romanistik der HUB. Ab 1992 ging er in den Vorruhestand und war bis 1994 als Lehrbeauftragter für lateinamerikanische Literaturen weiterhin am Institut für Romanistik der HUB tätig.

## Gastprofessuren
Dill hatte im Jahr 1990 an der Universität von São Paulo (Brasilien) und 1994 an der Universidad Nacional de La Plata (Argentinien) Gastprofessuren inne.
1995 war er Lehrbeauftragter an der Universität Göttingen und bis 2006 Lehrbeauftragter an der Universität Hamburg.
In den Jahren 1985–2019 hat er diverse Gastdozenturen und Kongressbesuche an Universitäten und Akademien, u. a. in Spanien (Madrid, Sevilla, Barcelona), in Mexiko (Verazcruz, Mexiko-Stadt, Guadalajara), in Argentinien (Buenos Aires, La Plata), in Chile (Santiago de Chile, Valparaìso), in Peru (Lima, Arequipa, Trujillo, Tumbes), in Bulgarien (Sofia), in Tschechien (Prag), auf Kuba (Havanna, Santiago de Cuba), in Italien (Rom, Catania, Siracusa) sowie in Mazedonien (Skopje) übernommen.

## Forschungsschwerpunkte
Ursprünglich widmete sich Dill den Forschungsgegenständen französische und italienische Literatur, danach der iberoamerikanischen/lateinamerikanischen Literatur.
Im Zusammenhang mit der Lehrtätigkeit orientierte er sich auch auf kulturgeschichtliche Aspekte der Literaturentwicklung in den von ihm studierten Sprachen und Ländern. Für Nachwuchswissenschaftler und ausgewählte Studenten hielt er Spezialveranstaltungen zu kulturtheoretischen Themen. Unter den Teilnehmern waren u. a. Dorothee Röseberg, Irene Skotnicki, Hans-Joachim Gießmann, Roberto Ampuero und Carlos Cerda (chilenische Exilschriftsteller und Aspiranten am Lehrstuhl für lateinamerikanische Literatur).
Diese Erweiterung des Forschungsgegenstandes dehnte Dill auf große Projekte aus. Im Juni 1988 initiierte er gemeinsam mit seinem Professorenkollegen Klaus Meyer-Minnemann (Universität Hamburg) auf einem literaturwissenschaftlichen Romanistik-Kongress zum Realismusproblem in der HUB ein gemeinsames Forschungsprojekt von Romanisten beider deutscher Staaten zur lateinamerikanischen Literatur.
Dieses Projekt wurde vom Ministerium für Hoch- und Fachschulwesen der DDR und dem Kulturministerium des Bundeslandes Niedersachsen 1989 als gesamtdeutsches Projekt zum Thema „Wirklichkeitsaneignung im hispanoamerikanischen Roman im 19. und 20. Jahrhundert“ gefördert. Es war das einzige gesamtdeutsche Forschungsprojekt auf diesem Fachgebiet.
Zu diesem Projekt gehörten von DDR-Seite die Humboldt-Universität zu Berlin (Hans-Otto Dill und seine Promovenden Sabine Harmuth, Carola Gründler, Olaf Niepolt) und die Universität Rostock (Ano Ring). Von westdeutscher Seite waren es die Georg-August-Universität Göttingen mit dem romanistischen Fachkollegen Manfred Engelbert, die Katholische Universität Eichstätt (Ottmar Ette, später Professor der Universität Potsdam), die Johann Wolfgang Goethe-Universität Frankfurt am Main (Karsten Garscha), die Universität Hamburg (Klaus Meyer-Minnemann), die Universität Bremen (Martin Franzbach) sowie die westdeutschen Promovenden: Katharina Niemeyer (später Professorin der Universität zu Köln), Inke Gunia (später Professorin der Universität Hamburg) und Sabine Schlickers (später Professorin der Universität Bremen), ferner Hans Paschen (Universität Stuttgart) und Karin Hopfe (Johann Wolfgang Goethe-Universität Frankfurt am Main).
Das 1993 beendete Projekt wurde finanziert von der Volkswagen-Stiftung Hannover. Alle Arbeitssitzungen in den beteiligten Hochschulstädten, die Feldforschungsreisen nach Lateinamerika und Spanien, und die Publikationskosten des Sammelbandes im Vervuert Verlag (Frankfurt am Main) schloss diese Finanzierung ein.
In den Jahren 2000 bis 2006 widmete sich Dill vorzüglich philosophischen Bereichen, die literarische und sprachliche Problemfelder berühren. Und ab 2006 gilt sein wissenschaftliches Interesse vorwiegend der deutschen und französischen Aufklärung sowie Problemen der Globalisierung auf kulturellen und philosophischen Gebieten, darunter speziell dem Werk von Alexander von Humboldt.

## Ämter und Mitgliedschaften
Seit 1995 ist Dill Mitglied der Leibniz-Sozietät der Wissenschaften zu Berlin. Von 2009 bis 2017 war er Sekretar der Klasse Sozial- und Geisteswissenschaften und Mitglied des Präsidiums. Zu seiner Nachfolgerin in diesem Amt wurde Kerstin Störl gewählt.
1998 wurde er Mitglied des Lateinamerika-Forums Berlin und war dort von 2000 bis 2005 Mitglied des Präsidiums sowie Vizepräsident, und er gehört dem Verein weiterhin an.
Im Jahr 2000 war Dill Gründungsmitglied des Vereins Freunde des Ibero-Amerikanischen-Instituts Preußischer Kulturbesitz Berlin und gehört dem Verein bis heute an.

## Auszeichnungen
- 1975 Erster Preis im bedeutendsten lateinamerikanischen Literaturwettbewerb der Casa de las Américas für die Monografie „El Ideario literario y estético de José Martí“( Genre Essay) als welterster nichtspanischsprachiger Autor. Die Monografie erschien zeitgleich in original spanischer Fassung des Autors im Verlag Casa de las Américas, La Habana
- 1985 Ehrenmedaille der mexikanischen Kulturzeitschrift „Plural“
- 1994 Ehrenmitglied des kubanischen Literaturkritiker-Verbandes
- 1994 Ehrenbürger der kubanischen Stadt Camaguey
- 1996 Auszeichnung durch den Präsidenten Venezuelas Rafael Caldera mit dem Staatsorden „Andrés Bello“ 1. Klasse mit Ehrenband
- 1998 Auszeichnung durch das kubanische Kulturministerium mit dem Orden für Verdienste um die kubanische Nationalkultur
- 1998 Ehrenbürger der peruanischen Stadt Trujillo
- 2010 Ehrendiplom des kubanischen Künstler- und Schriftstellerverbandes
- 2015 Jablonski-Medaille der Leibniz-Sozietät
- 2016 Gedenkmedaille „Pensamentos en la Habana. A los 50 años de Paradiso“
- 2019 Medalla al Mérito Universitario de la Universidad Veracruzana, Mexico.

## Publikationen

### Monografien
- 1975 El ideario literario y estético de José Martí. La Habana, Casa de las Américas
- 1975 Sieben Aufsätze zur lateinamerikanischen Literatur. Berlin, Aufbau-Verlag
- 1993 Gabriel García Márquez: Die Erfindung von Macondo (wissenschaftliche Biographie). Hamburg, Verlag Dr. Kovacz
- 1993 Lateinamerikanische Wunder und kreolische Sensibilität. Der Erzähler und Essayist Alejo Carpentier (wissenschaftliche Biographie). Hamburg, Verlag Dr. Kovacz
- 1995 Die unernste Geschichte Brandenburgs. (zusammen mit Gerta Stecher), Leipzig/Rostock, Weymann Bauer Verlag
- 1999 Geschichte der lateinamerikanischen Literatur im Überblick. Stuttgart, Reclam-Verlag
- 2005 Zwischen Humboldt und Carpentier, Essays zur kubanischen Literatur. Berlin, edition tranvía-Verlag Walter Frey
- 2006 Dante criollo. Capítulos de recepción ibero-americana de literatura europea. Frankfurt am Main, PETER LANG Verlag
- 2009 Die lateinamerikanische Literatur in Deutschland. Bausteine zur Geschichte ihrer Rezeption. Frankfurt am Main, PETER LANG Verlag
- 2010 Lecturas criollas. Ensayos sobre literatura cubana. La Habana, argos / arte y literatura
- 2013 Alexander von Humboldts Metaphysik der Erde. Seine Welt-, Denk- und Diskusstrukturen. Frankfurt am Main, PETER LANG Internationaler Verlag der Wissenschaften
- 2015 Aufklärung als Weltprojekt. Frankfurt am Main, PETER LANG Verlag
- 2018 Alexander von Humboldt – früher Ökologe, Europa-Kritiker und Anti-Rassist. Separate Herausgabe als Beilage Marxistische Blätter, Neue Impulse Verlag, Essen.
- 2020 Alexander von Humboldt und die Methodologie der Sozial- und Geisteswissenschaften. Sitzungsberichte der Leibniz-Sozietät der Wissenschaften zu Berlin, Bd. 143, S. 17–30. trafo Wissenschaftsverlag, Berlin 2020, ISBN 978-3-86464-180-0.

### Herausgabe wissenschaftlicher Sammelbände
- 1986 Literatur im Spannungsfeld von Kunst, Geschäft und Ideologie. Köln, Pahl-Rugenstein Verlag
- 1993 Diálogo y conflicto de culturas. (zusammen mit Gabriele Knauer), Frankfurt am Main, Vervuert Verlag
- 1994 Apropiaciones de realidad en la novela hispanoamericana de los siglos XIX y XX. (Mitherausgeber und Mitautor, zusammen mit Carola Gründler, Inke Gunia und Klaus Meyer-Minnemann), Frankfurt am Main/Madrid, Vervuert Verlag
- 2000 Geschichte und Text in der Literatur Frankreichs, der Romania und der Literaturwissenschaft. Rita Schober zum 80. Geburtstag. (Abhandlungen der Leibniz-Sozietät), Berlin, trafo Verlag
- 2012 Sprache zwischen Kommunikation, Ideologie und Kultur – die Aktualität von Victor Klemperers LTI (1947) damals und heute. Wissenschaftliche Konferenz (Sitzungsberichte der Leibniz-Sozietät, Band 114), Berlin, trafo Verlag
- 2013 Jean-Jacques Rousseau zwischen Aufklärung und Moderne. Akten der Rousseau-Konferenz der Leibniz-Sozietät (Sitzungsberichte der Leibniz-Sozietät, Band 117), Berlin, trafo Verlag
- 2015 Denken und Handeln. Philosophie und Wissenschaft im Werk von Johann Gottlieb Fichte. (Konferenz der Leibniz-Sozietät zum 200. Todestag des Philosophen), Frankfurt am Main, PETER LANG Verlag

### Artikel, Referate, Rezensionen, Nachworte
Hunderte Arbeiten zur Literaturwissenschaft und zu Sprache, Literatur und Kultur Lateinamerikas.

### Herausgabe literarischer Werke
Dutzende Übersetzungen von Monografien, Anthologien, Belletristik und Lyrik aus dem Spanischen, Französischen, Portugiesischen, Italienischen u. a.
- 1968 Pier Paolo Pasolini – Der Traum von einer Sache. Frankfurt am Main, Fischer Verlag
- 1969 Nicolás Guillén Gedichte. Leipzig, Reclam
- 1974 José Martí – Mit Feder und Machete, Gedichte, Prosaschriften, Tagebuchaufzeichnungen. Berlin, Rütten & Loening
- 1978 Kubanische Erzählungen – Die Augen Simóns. München, Verlag Kürbiskern
- 1978 Gabriel García Márquez – Die letzte Reise des Gespensterschiffs. Berlin, Aufbau Verlag
- 1985 Alejo Carpentier – Essays. Berlin, Verlag Volk und Welt